# Croix de la route de Brech à Plumergat
La Croix de la route de Brech est située «Rue Joseph Evenas», à  Plumergat dans le Morbihan.

## Historique
La croix de la route de Brech fait l’objet d’une inscription au titre des monuments historiques depuis le 3 janvier 1935.